# Norrmalm
Norrmalm est le nom d'un quartier de Stockholm en Suède qui a donné son nom au district homonyme.

## Situation
Sa partie sud, Nedre Norrmalm, constitue le véritable centre-ville de Stockholm, tandis que sa partie nord est plus résidentielle.
Norrmalm a une superficie de 4,05 km2.
Le quartier est traversé par la principale rue commerçante de la ville, Drottninggatan.
Lors de la reconstruction de Norrmalm dans les années 1950 et 1960, les bâtiments historiques du sud de Norrmalm ont été démolis et des bâtiments modernes et sans cachet sont apparus à leur place. 
Un des résultats emblématiques de la reconstruction fut la grande place Sergels torg et le Klaratunneln.

## Lieux et monuments

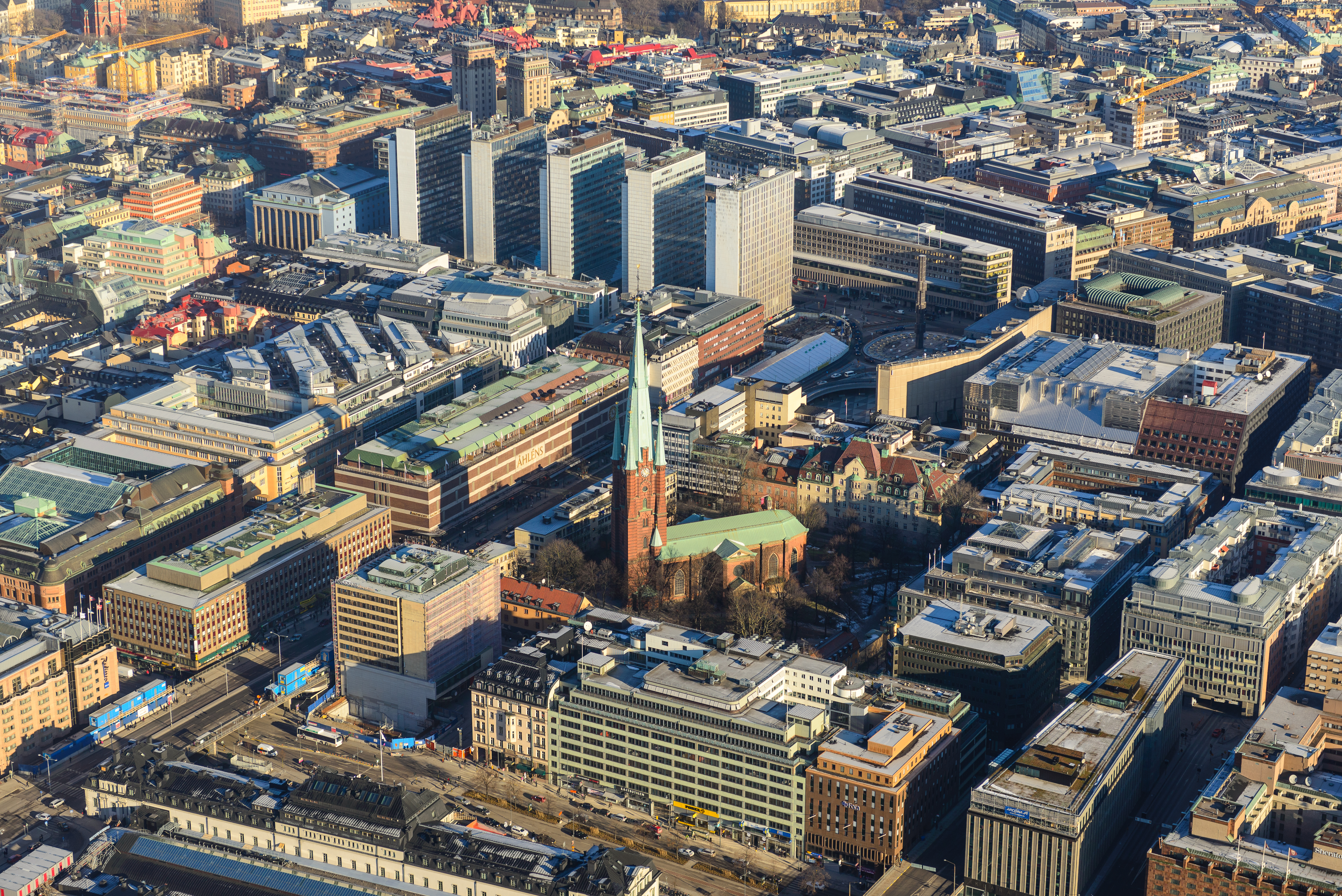
Le quartier et l'église Sainte-Claire.

- Église Adolphe-Frédéric
- Palais Adelcrantz
- Musée Strindberg
- Centralbadet
- Église Saint-Pierre
- Église Saint-Jacques
- Hötorgsskraporna
- Église Sainte-Claire
- Maison des concerts
- Kulturhuset
- Karl Staaffs park
- Konstakademiens hus
- Kungstornen
- Kungsträdgården
- Nationalmuseum
- Nordiska Kompaniet (NK)
- Norrmalmstorg
- Opéra royal
- PK-huset
- Sergels torg
- Sparbankshuset
- Gare centrale
- Stockholm Waterfront
- Strömbron
- Järnvägsparken
- Palais Bååt
- Palais Banér
- Palais Westman (sv)
- Maison Carlberg
- Hôtel Continental
- Palais Gustav Horn
- Musée méditerranéen (sv)
- Pumpstocken 10
- Pumpstocken 11
- Pumpstocken 12
- Pumpstocken 13

## Histoire
Le nom de "Norrmalm" est mentionné pour la première fois en 1288. En 1602, elle devient une cité indépendante avec son propre maire et une administration appelé Norra Förstaden (la « banlieue nord »). Cette indépendance sera de courte durée puisque dès 1635, Norrmalm sera de nouveau incorporé à Stockholm. 
À la fin du XIXème siècle, après la construction de la gare centrale de Stockholm, Norrmalm est devenu le quartier le plus animé de la ville. 

## Galerie

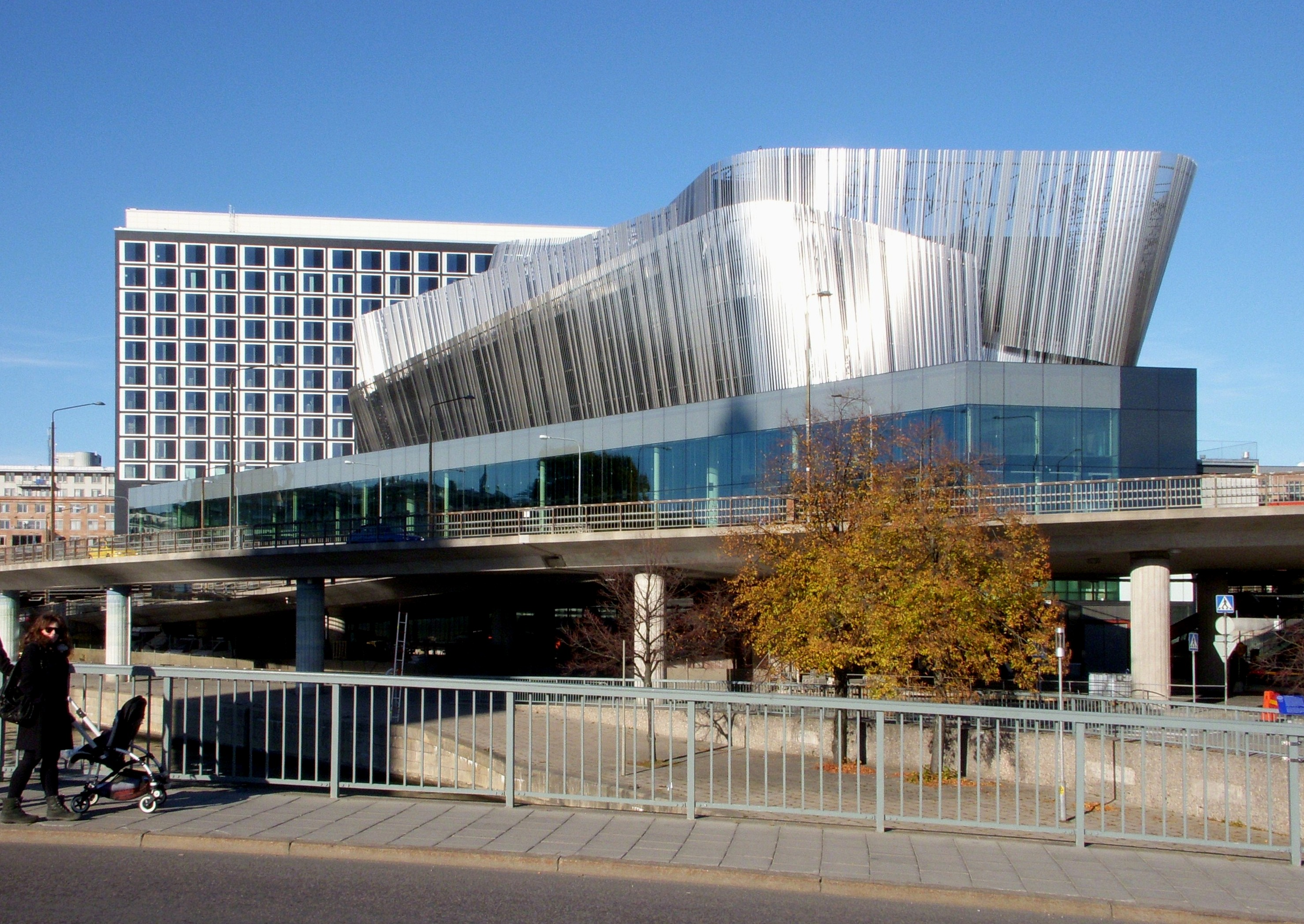
Stockholm Waterfront.
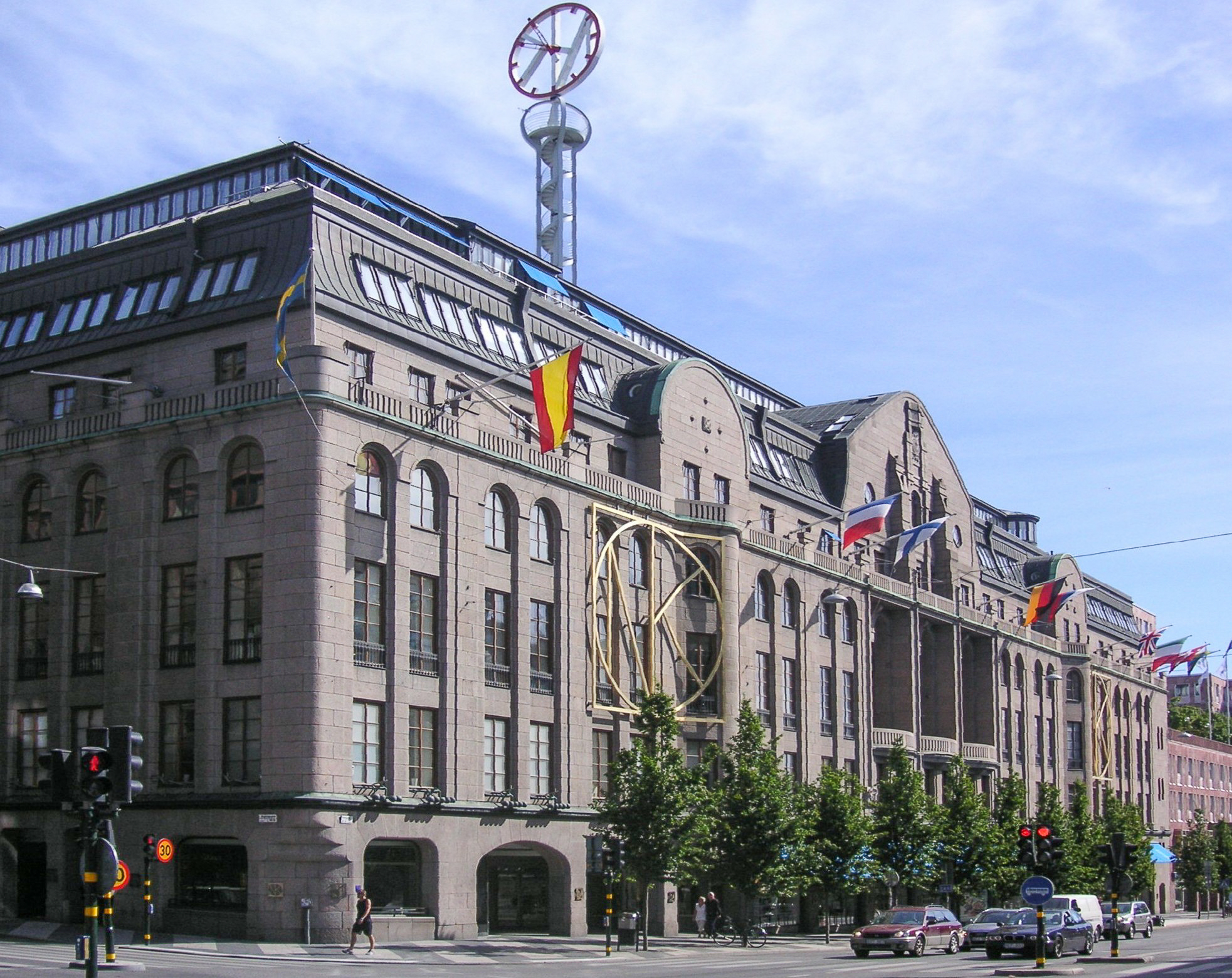
Nordiska Kompaniet.
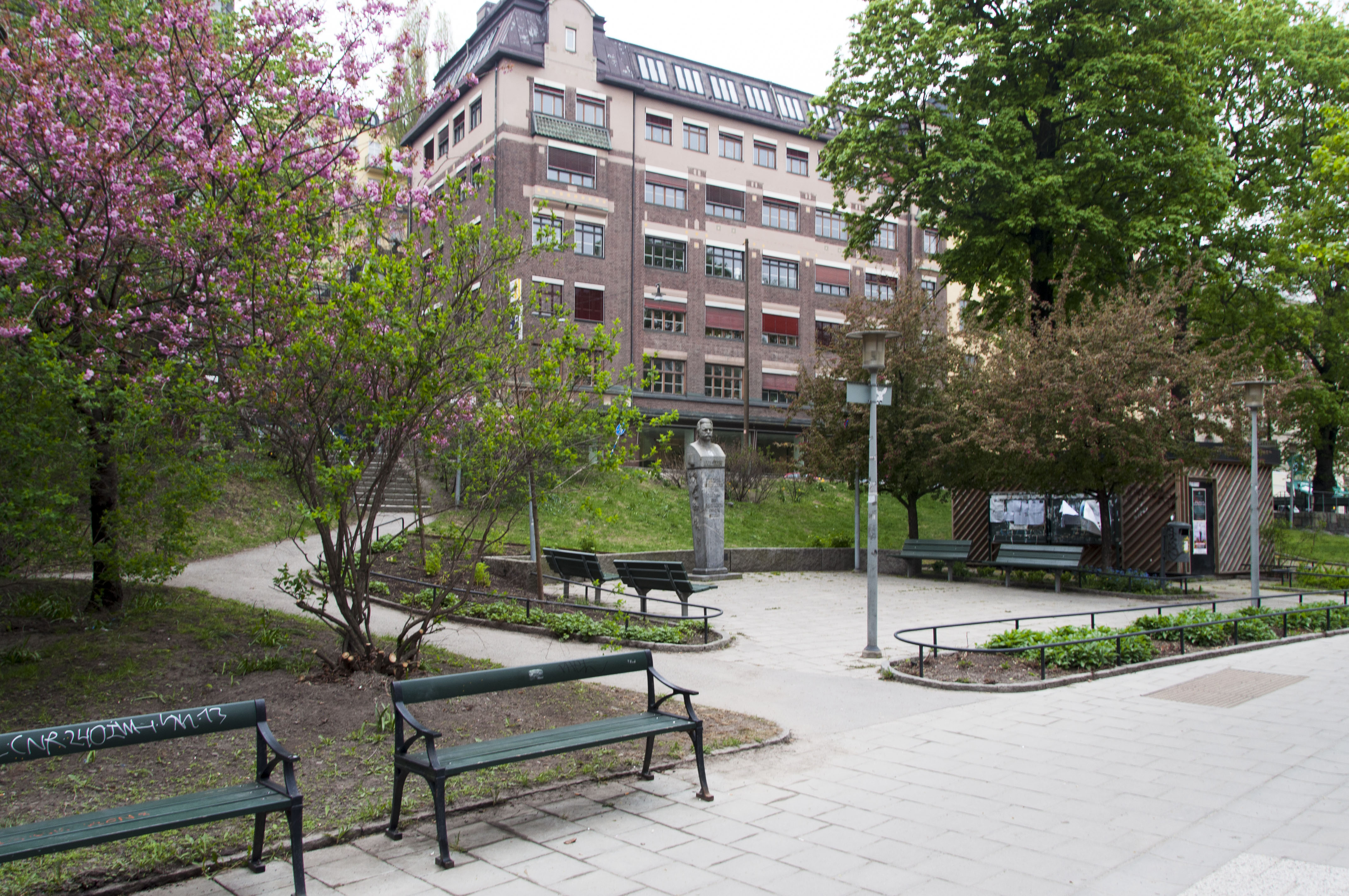
Parc Karl Staaf.
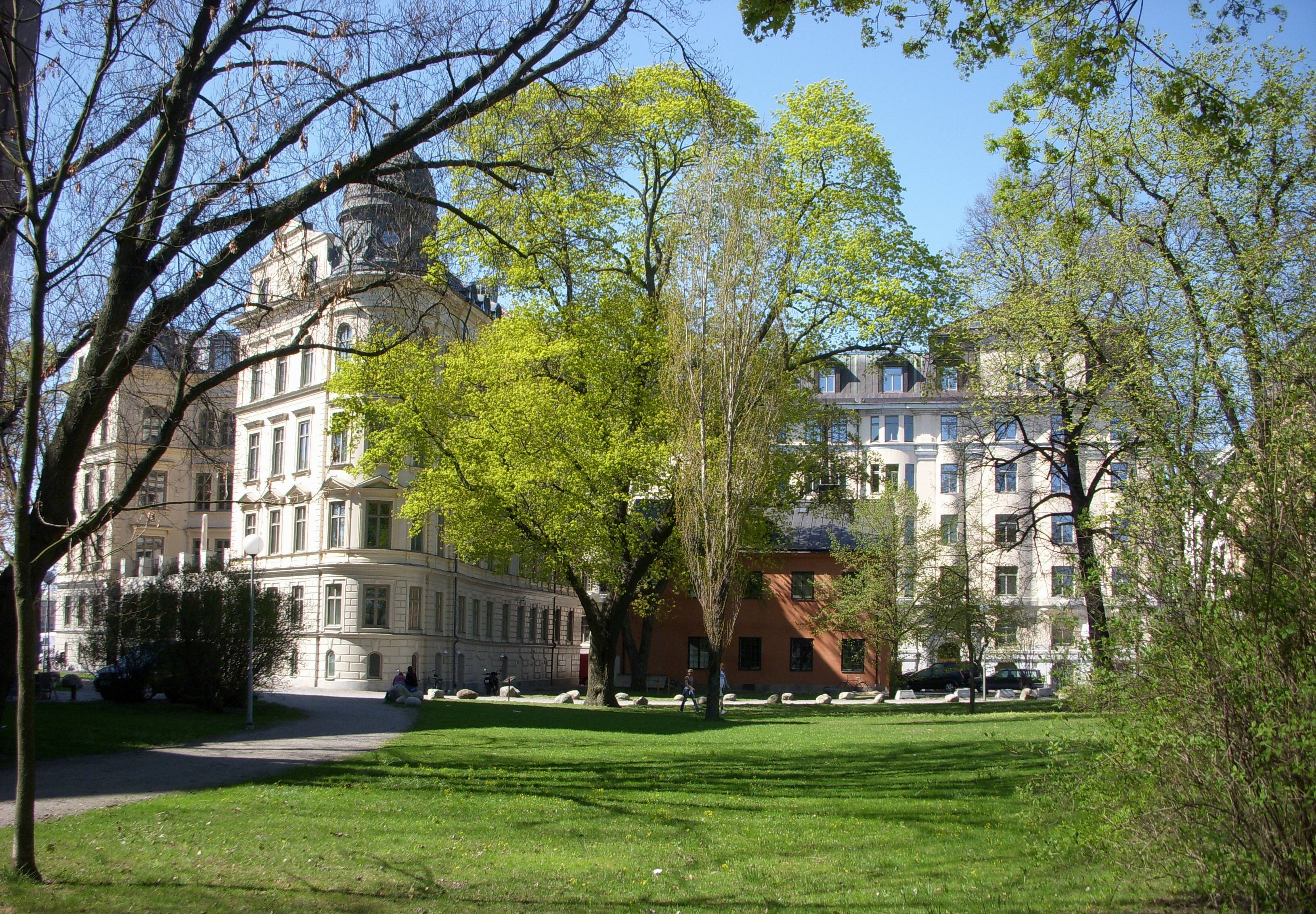
Museiparken.

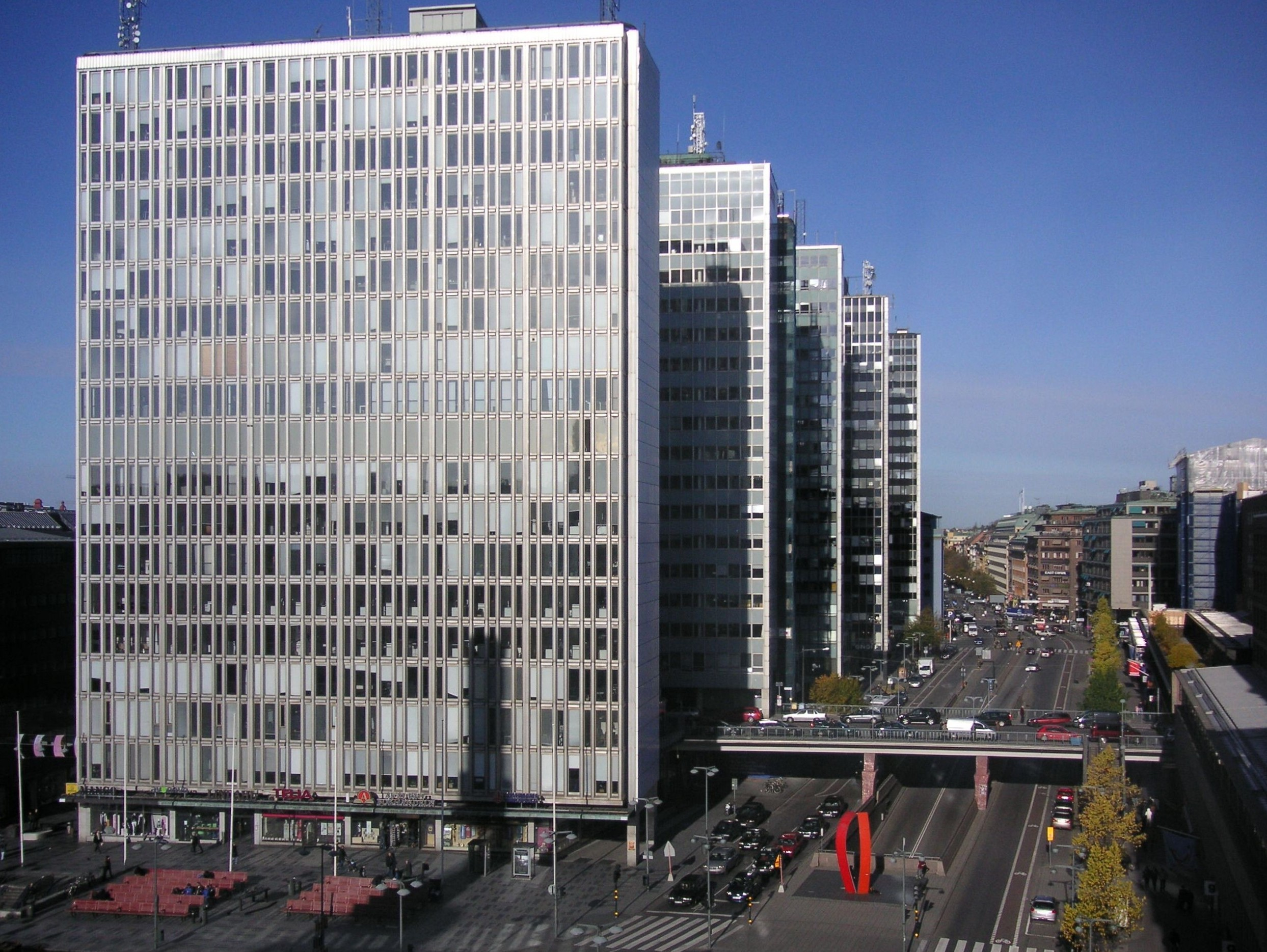
Hötorgsskraporna.
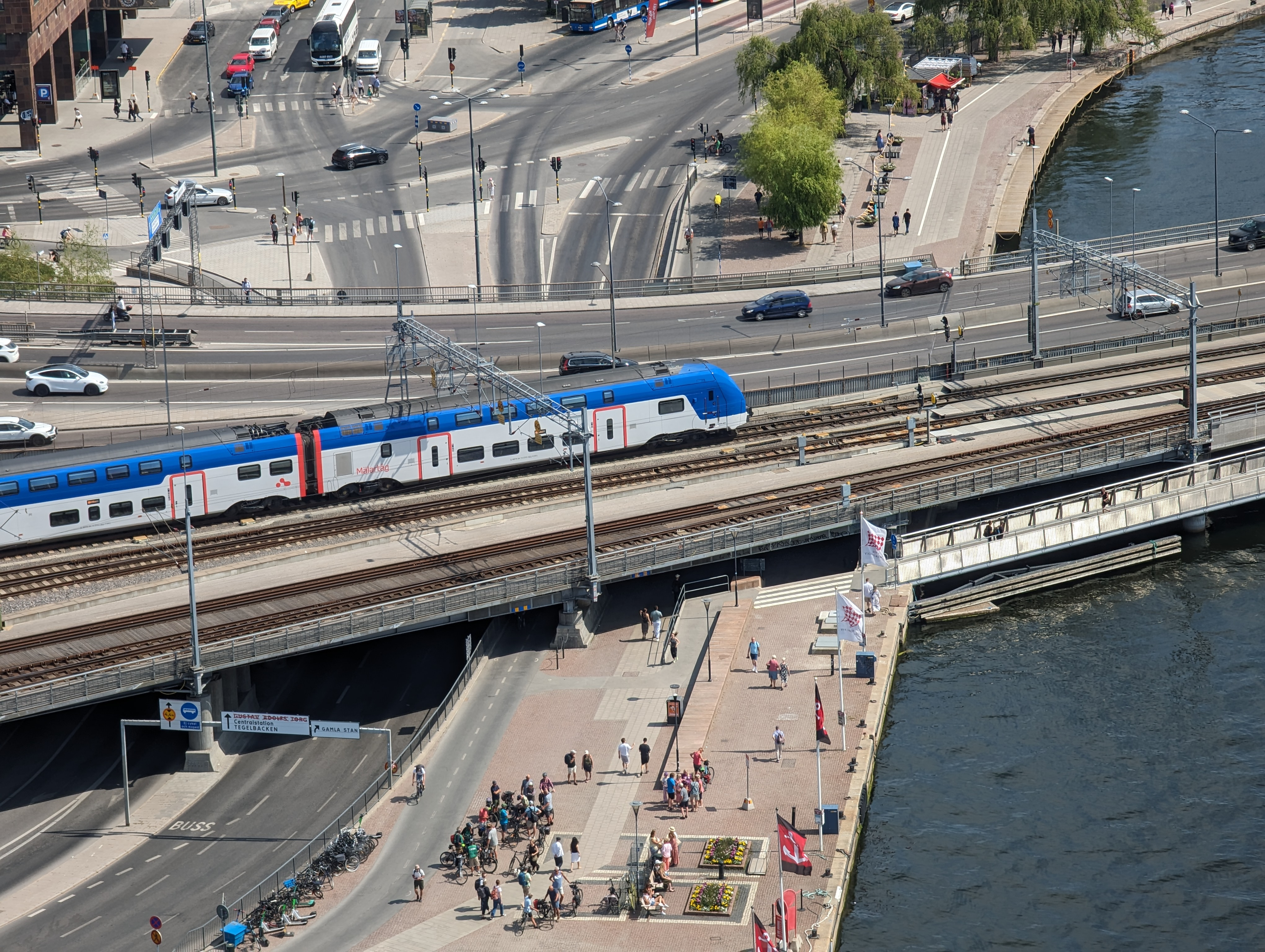
Centralbron.
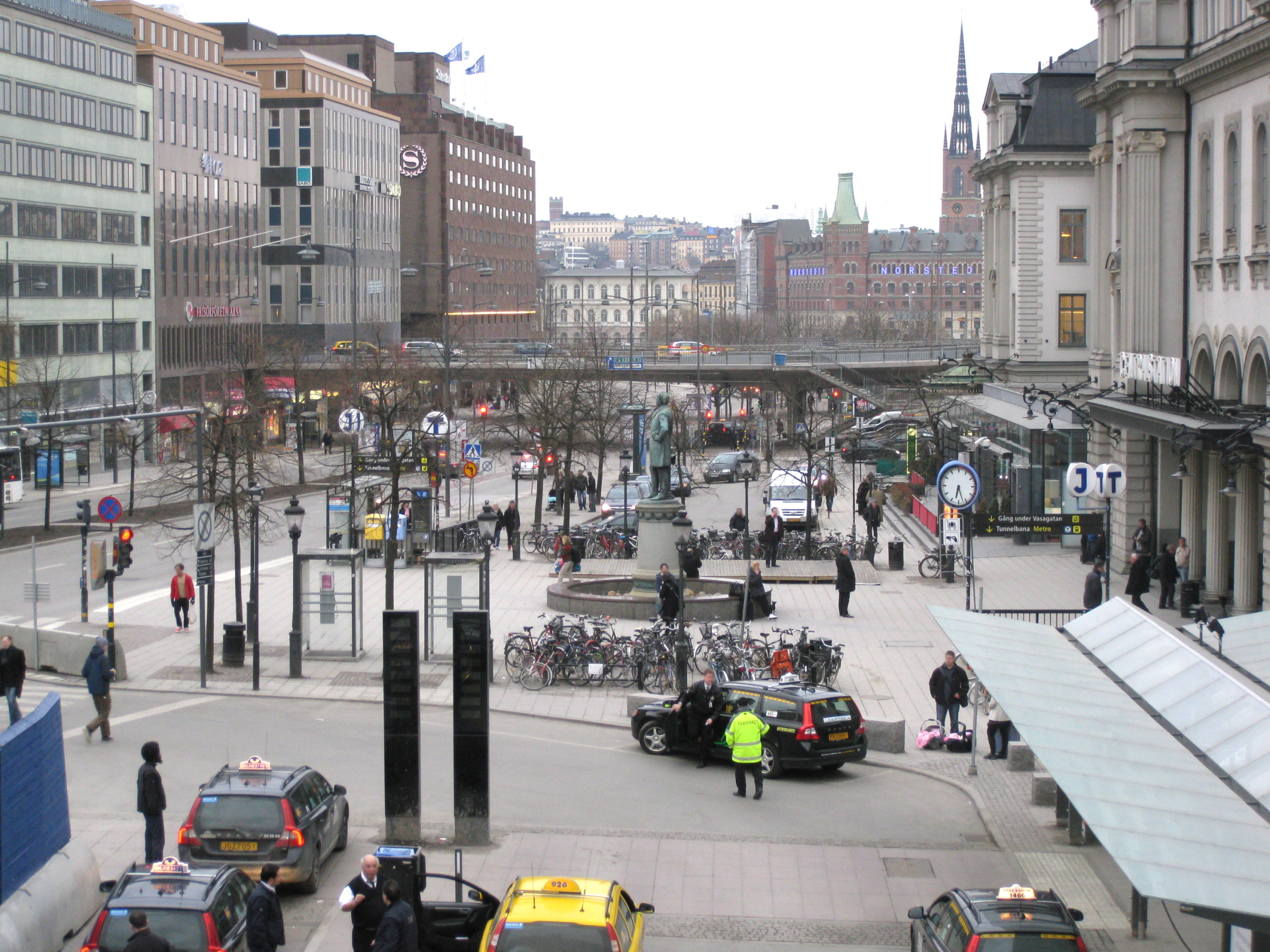
Centralplan.
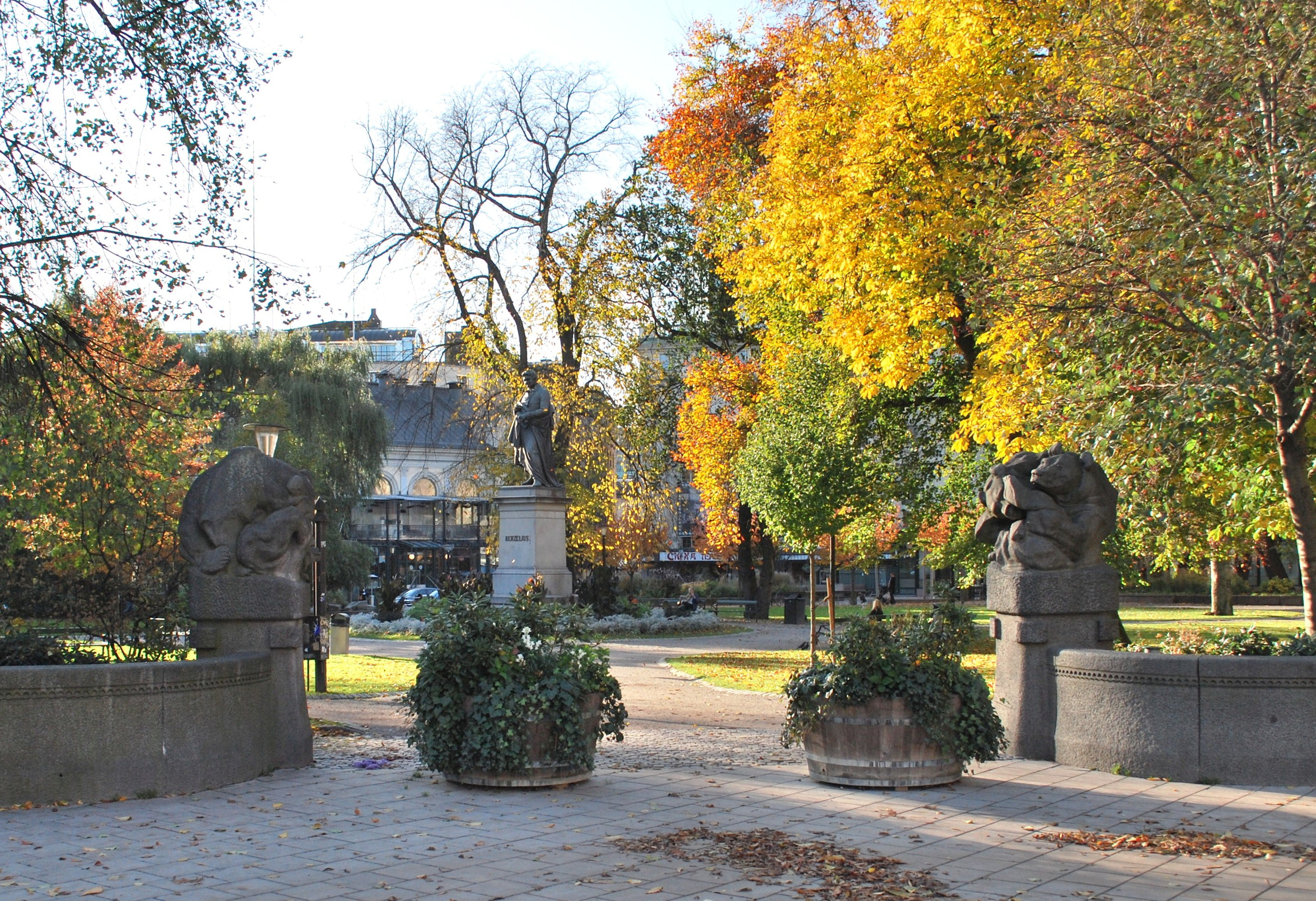
Parc Berzelii.